# Danny Califf
Daniel „Danny” Benjamin Califf (ur. 17 marca 1980 w Montclair) – piłkarz amerykański grający na pozycji środkowego obrońcy.

## Kariera klubowa
Karierę piłkarską Califf rozpoczął w drużynie Canyon Classic, którą prowadził jego ojciec. Następnie był członkiem drużyny uniwersyteckiej University of Maryland, College Park o nazwie Maryland Terrapins, w której grał w latach 1998–2000. W 2000 roku podpisał kontrakt z Project-40 i 2000 roku wziął udział w drafcie Major League Soccer. Z numerem 6. został wybrany przez zespół Los Angeles Galaxy. Jako debiutant wystąpił w 18 meczach w swoim pierwszym sezonie w MLS, z czego w 16 grał jako zawodnik pierwszej jedenastki. W 2001 roku osiągnął z Galaxy swój pierwszy sukces w karierze, gdy wygrał finał US Open Cup (2:1 w finale z New England Revolution). Z kolei w 2002 roku drużyna z Los Angeles zwyciężyła 1:0 w finale MLS Cup, zostając tym samym mistrzem ligi. W Galaxy Califf występował do końca 2004 roku i rozegrał dla tego klubu łącznie 103 spotkania, w których strzelił 5 goli.
W 2005 roku Califf został zawodnikiem San Jose Earthquakes. 26 maja 2005 roku zadebiutował w nim w wygranym 1:0 meczu Major League Soccer z Colorado Rapids. Za sezon 2005 został po raz pierwszy w karierze wybrany do MLS Best XI, czyli do Jedenastki Sezonu ligi MLS.
Po sezonie spędzonym w Earthquakes Califf odszedł do duńskiego Aalborga BK. 12 marca 2006 zadebiutował w jego barwach w pierwszej lidze duńskiej w zremisowanym 2:2 domowym spotkaniu z AC Horsens. W Aalborgu stał się podstawowym zawodnikiem. W sezonie 2006/2007 zajął z nim 3. miejsce w lidze. W sezonie 2007/2008 wywalczył z Aalborgiem mistrzostwo Danii, a także wystąpił w fazie grupowej Pucharu UEFA.
Latem 2008 roku Califf przeszedł na zasadzie wolnego transferu do FC Midtjylland i 20 lipca rozegrał dla niego swoje pierwsze spotkanie, wygrane 2:1 z Aalborgiem. Na koniec sezonu 2008/2009 zajął z Midtjylland 4. miejsce w Superligaen.
Na początku 2010 roku Califf odszedł do Philadelphii Union. Został on mianowany kapitanem tego zespołu. Grał tam przez 2,5 sezonu. W trakcie sezonu 2012 przeniósł się do innego klubu grającego w MLS, CD Chivas USA.
| Sezon   | Klub                 | Kraj              | Rozgrywki           | Mecze | Bramki |
| ------- | -------------------- | ----------------- | ------------------- | ----- | ------ |
| 2000    | Los Angeles Galaxy   | Stany Zjednoczone | Major League Soccer | 18    | 1      |
| 2001    | Los Angeles Galaxy   | Stany Zjednoczone | Major League Soccer | 24    | 3      |
| 2002    | Los Angeles Galaxy   | Stany Zjednoczone | Major League Soccer | 25    | 1      |
| 2003    | Los Angeles Galaxy   | Stany Zjednoczone | Major League Soccer | 23    | 0      |
| 2004    | Los Angeles Galaxy   | Stany Zjednoczone | Major League Soccer | 13    | 0      |
| 2005    | San Jose Earthquakes | Stany Zjednoczone | Major League Soccer | 20    | 2      |
| 2005/06 | Aalborg BK           | Dania             | Superligaen         | 9     | 0      |
| 2006/07 | Aalborg BK           | Dania             | Superligaen         | 30    | 1      |
| 2007/08 | Aalborg BK           | Dania             | Superligaen         | 30    | 0      |
| 2008/09 | FC Midtjylland       | Dania             | Superligaen         | 26    | 1      |
| 2009/10 | FC Midtjylland       | Dania             | Superligaen         | 5     | 0      |
| 2010    | Philadelphia Union   | Stany Zjednoczone | Major League Soccer | 28    | 0      |
| 2011    | Philadelphia Union   | Stany Zjednoczone | Major League Soccer | 33    | 1      |
| 2012    | Philadelphia Union   | Stany Zjednoczone | Major League Soccer | 4     | 0      |
| 2012    | CD Chivas USA        | Stany Zjednoczone | Major League Soccer |       |        |

## Kariera reprezentacyjna
Califf występował w młodzieżowych reprezentacjach Stanów Zjednoczonych na różnych szczeblach wiekowych. W 1997 roku wystąpił na Mistrzostwach Świata U-17, w 1999 roku na młodzieżowych Mistrzostwach Świata, a w 2000 roku na Igrzyskach Olimpijskich w Sydney.
W dorosłej reprezentacji Stanów Zjednoczonych Califf zadebiutował 19 stycznia 2002 roku w wygranym 2:1 meczu Złotego Pucharu CONCACAF 2002 z Koreą Południową. Oprócz tego turnieju zaliczył także występy w Złotym Pucharze CONCACAF 2003, Pucharze Konfederacji 2003 i Copa América 2007. W 2009 roku selekcjoner Bob Bradley powołał go na Puchar Konfederacji 2009.